# Sombold So 344
O Sombold So 334 Schußjäger (caça atirador) foi uma proposta para um caça parasita alimentado por um motor a foguete, transportado por uma nave-mãe, idealizado em 1943/1944 pelo engenheiro Heinz Sombold na Alemanha. O projecto surgiu quando a Alemanha Nazi procurava desenvolver diversas Wunderwaffe (armas maravilha) durante o intensificar dos bombardeamentos aliados ao solo alemão.
Nenhum exemplar foi construído, tendo apenas existido um modelo 1/5 do tamanho original que a aeronave teria.